# Feigneux
Feigneux ist eine französische Gemeinde mit 451 Einwohnern (Stand: 1. Januar 2022) im Département Oise in der Region Hauts-de-France. Sie gehört zum Arrondissement Senlis und zum Kanton Crépy-en-Valois. 

## Geographie
Feigneux liegt etwa 25 Kilometer ostnordöstlich von Senlis und etwa 21 Kilometer südsüdöstlich von Compiègne. Die Automne fließt an der nordwestlichen Grenze entlang. Umgeben wird Feigneux von den Nachbargemeinden Morienval im Norden und Nordwesten, Fresnoy-la-Rivière im Norden, Russy-Bémont im Osten und Südosten, Crépy-en-Valois im Süden, Séry-Magneval im Westen sowie Béthancourt-en-Valois und Gilocourt im Nordwesten.

## Einwohner
| 1962                      | 1968 | 1975 | 1982 | 1990 | 1999 | 2006 | 2013 |
| ------------------------- | ---- | ---- | ---- | ---- | ---- | ---- | ---- |
| 241                       | 225  | 224  | 254  | 425  | 468  | 435  | 452  |
| Quelle: Cassini und INSEE |      |      |      |      |      |      |      |

## Sehenswürdigkeiten
Siehe auch: Liste der Monuments historiques in Feigneux
- Kirche Saint-Martin aus dem 12. Jahrhundert, Monument historique
- Kirchruine Notre-Dame in Morcourt, um 1375 erbaut, seit 1927 Monument historique
- Sepulkralhöhle von Le Larris Goguet, seit 1970 Monument historique

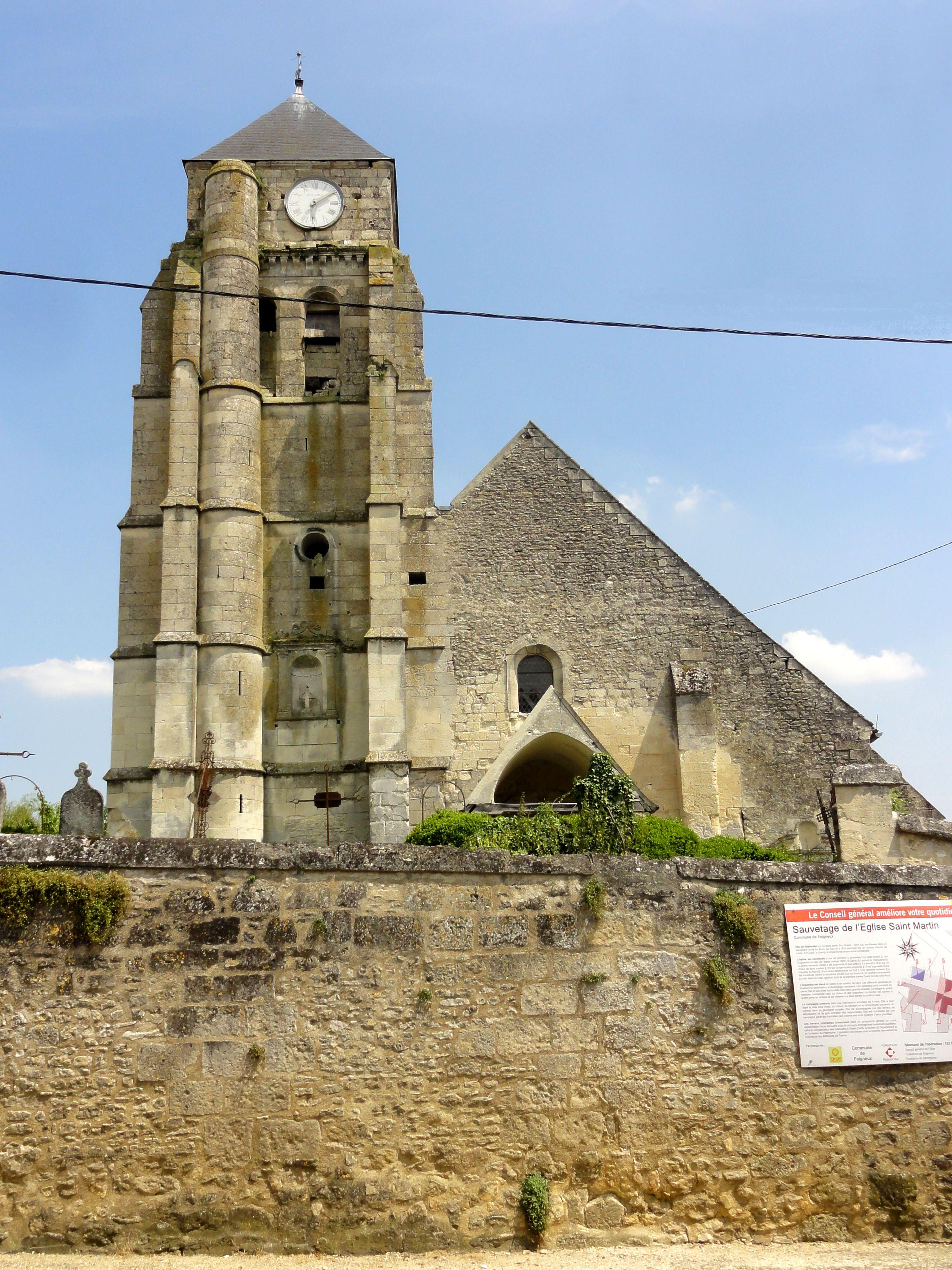
Kirche Saint-Martin
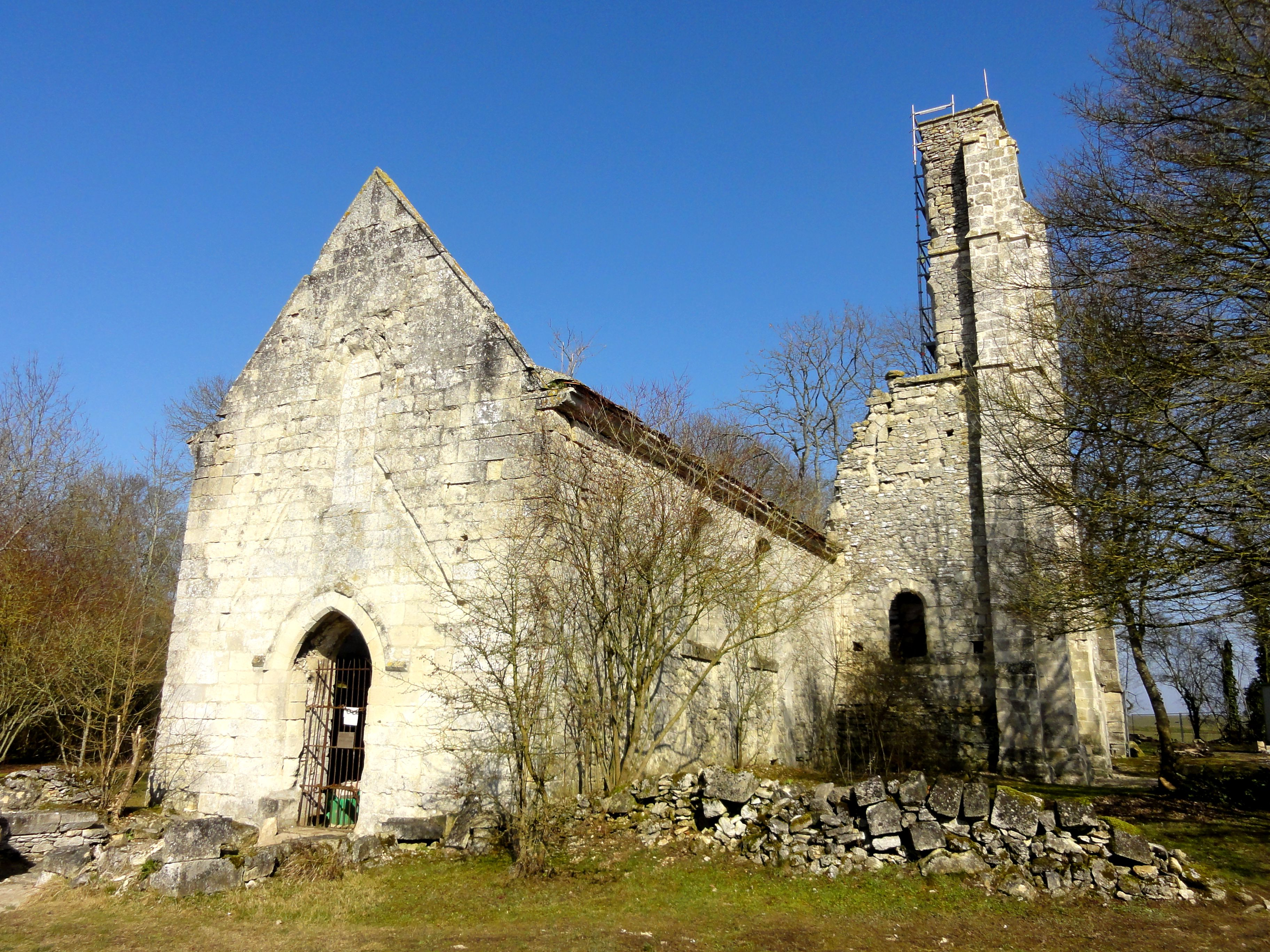
Kirchruine Notre-Dame